# Léla Milcic
Léla Milcic (en croate Lela Milčić), née en 1948, est une productrice d'origine croate, de télévision et de films (Le Complot, 1973), collaboratrice de Guy Lux et amie de Dalida.

## Biographie
Née dans l'ancienne Yougoslavie, Léla Milcic est, en premier lieu, venue à Paris pour apprendre le français, afin de devenir traductrice. Elle s'inscrit ensuite comme élève à l'IDHEC, puis devient stagiaire sur un tournage. 
Très proche du milieu du cinéma, elle a connu le succès dans les années 1980 sur TF1 en se rapprochant du monde de la chanson et en collaborant à la production d'émission de variétés avec Guy Lux . Celui-ci produira sa dernière grande émission de variétés en prime-time avec elle. Cette émission, dénommée Succès fous, sera diffusé au début des années 1990.
Léla Milcic décide ensuite de rentrer en Croatie après l'indépendance du pays et lance son émission de variétés Studio 10 sur HRT.

## Émissions
- La Une est à vous
- samedi est à vous
- Cadet Rouselle
- French Cancan
- Domino
- Ring Parade - Système 2
- Top Club
- Palmarès (1979 à 1981)
- Cadence 3
- Succès fous
- Studio 10 (sur HRT, télévision Croate)

## Évocations
Dans le film documentaire (106 min) STARS DU 102, réalisé et produit par Patrick Laurent en 2007, Léla Milcic revient sur cette grande époque des variétés de Guy Lux à la télévision française.
Extraits de 11 minutes sur youtube